# آگوستا ای.۱۰۱
آگوستا ای.۱۰۱(به انگلیسی: Agusta A.101) (با نام اصلی AZ.101) یک نمونه اولیه هلیکوپتر ترابری بزرگ بود که در طول دهه ۱۹۶۰ در ایتالیا توسعه یافت. با وجود سفارشات احتمالی نیروهای مسلح ایتالیا، هیچ خریداری برای آن پیدا نشد و این پروژه در سال ۱۹۷۱ کنار گذاشته شد.

## مشخصات فنی (پیکربندی ای. ۱۰۱جی)
داده‌ها از Jane's All The World's Aircraft 1969–70
ویژگی‌های عمومی
- خدمه: ۲
- ظرفیت: تا ۳۶ پکس / ۱۸ برانکارد با ۵ خدمته پزشکی / ۵٬۰۰۰ کیلوگرم (۱۱٬۰۲۳ پوند) محموله
- طول: ۲۰٫۱۹ متر (۶۶ فوت ۳ اینچ) شامل ملخ دم
- عرض: ۴٫۶۴ متر (۱۵ فوت ۳ اینچ) پره‌های ملخ تا شده
- ارتفاع: ۶٫۵۶ متر (۲۱ فوت ۶ اینچ) تا بالای ملخ
- وزن خالی: ۶٬۸۵۰ کیلوگرم (۱۵٬۱۰۲ پوند)
- وزن ناخالص: ۱۲٬۴۰۰ کیلوگرم (۲۷٬۳۳۷ پوند)
- بیشترین وزن برخاست: ۱۲٬۹۰۰ کیلوگرم (۲۸٬۴۴۰ پوند)
- ظرفیت سوخت: ۲٬۰۰۰ لیتر (۵۳۰ گالون آمریکایی؛ ۴۴۰ گالون بریتانیایی) در پسارگیرهای کنار بدنه
- پیشرانه: ۳ عدد موتور توربوشفت رولز-رویس گنوم, ۱٬۰۰۰ کیلووات (۱٬۴۰۰ اسب بخار کوتاه)  در هر موتور برای برخاست

۱٬۲۵۰ اسب بخار کوتاه (۹۳۲٫۱ کیلووات) حداکثر به صورت پیوسته
- قطر روتور اصلی:  ۲۰٫۴ متر (۶۶ فوت ۱۱ اینچ)

عملکرد
- حداکثر سرعت: ۲۱۷ کیلومتر بر ساعت (۱۳۵ مایل بر ساعت، ۱۱۷ گره) در MTOW

۲۴۱ کیلومتر بر ساعت (۱۵۰ مایل بر ساعت؛ ۱۳۰ گره) در ۲۳٬۱۵۰ کیلوگرم (۵۱٬۰۳۷ پوند) AUW
- سرعت کروز: ۲۰۱ کیلومتر بر ساعت (۱۲۵ مایل بر ساعت، ۱۰۹ گره) در MTOW

۲۱۷ کیلومتر بر ساعت (۱۳۵ مایل بر ساعت؛ ۱۱۷ گره) در ۲۳٬۱۵۰ کیلوگرم (۵۱٬۰۳۷ پوند) AUW
- بُرد: ۳۷۸ کیلومتر (۲۳۵ مایل، ۲۰۴ مایل دریایی) در MTOW

۴۰۲ کیلومتر (۲۵۰ مایل؛ ۲۱۷ مایل دریایی) در ۲۳٬۱۵۰ کیلوگرم (۵۱٬۰۳۷ پوند) AUW
- حداکثر ارتفاع: ۲٬۹۵۰ متر (۹٬۶۸۰ فوت) at MTOW

۴٬۶۰۰ متر (۱۵٬۰۹۲ فوت) در ۲۳٬۱۵۰ کیلوگرم (۵۱٬۰۳۷ پوند) AUW
- سقف پرواز عمودی با اثر زمین: ۱٬۴۰۰ متر (۴٬۵۹۳ فوت) در MTOW

۳٬۴۵۰ متر (۱۱٬۳۱۹ فوت) در ۲۳٬۱۵۰ کیلوگرم (۵۱٬۰۳۷ پوند) AUW
- سقف پرواز عمودی بدون اثر زمین: ۶۰۰ متر (۱٬۹۶۹ فوت) در MTOW

۲٬۸۰۰ متر (۹٬۱۸۶ فوت) در ۲۳٬۱۵۰ کیلوگرم (۵۱٬۰۳۷ پوند) AUW
- نرخ صعود: ۹٫۷ متر بر ثانیه (۱٬۹۱۰ فوت بر دقیقه) در MTOW

۱۴٫۵۳ متر بر ثانیه (۴۸ فوت بر ثانیه) در ۲۳٬۱۵۰ کیلوگرم (۵۱٬۰۳۷ پوند) AUW
اویونیکس

VFR and IFR instrumentation with provision for autostab and autopilot

## کاربران
ایتالیا
- نیروی هوایی ایتالیا

## همچنین ببینید
توسعه مرتبط
- آگوستاوستلند ای‌دابلیو۱۰۱

بالگردهای با عملکرد، پیکربندی و یا دوره زمانی مشابه
- آئروسپاسیال اس‌آ ۳۲۱ سوپر فرلون
- سیکورسکی اس‌اچ-۳ سی کینگ

## جهت مطالعه
- Taylor, Michael J. H. (1989). Jane's Encyclopedia of Aviation. London: Studio Editions. p. 40.
- Simpson, R. W. (1998). Airlife's Helicopters and Rotorcraft. Ramsbury: Airlife Publishing. pp. 31, 35–36.